# Mô bệnh học

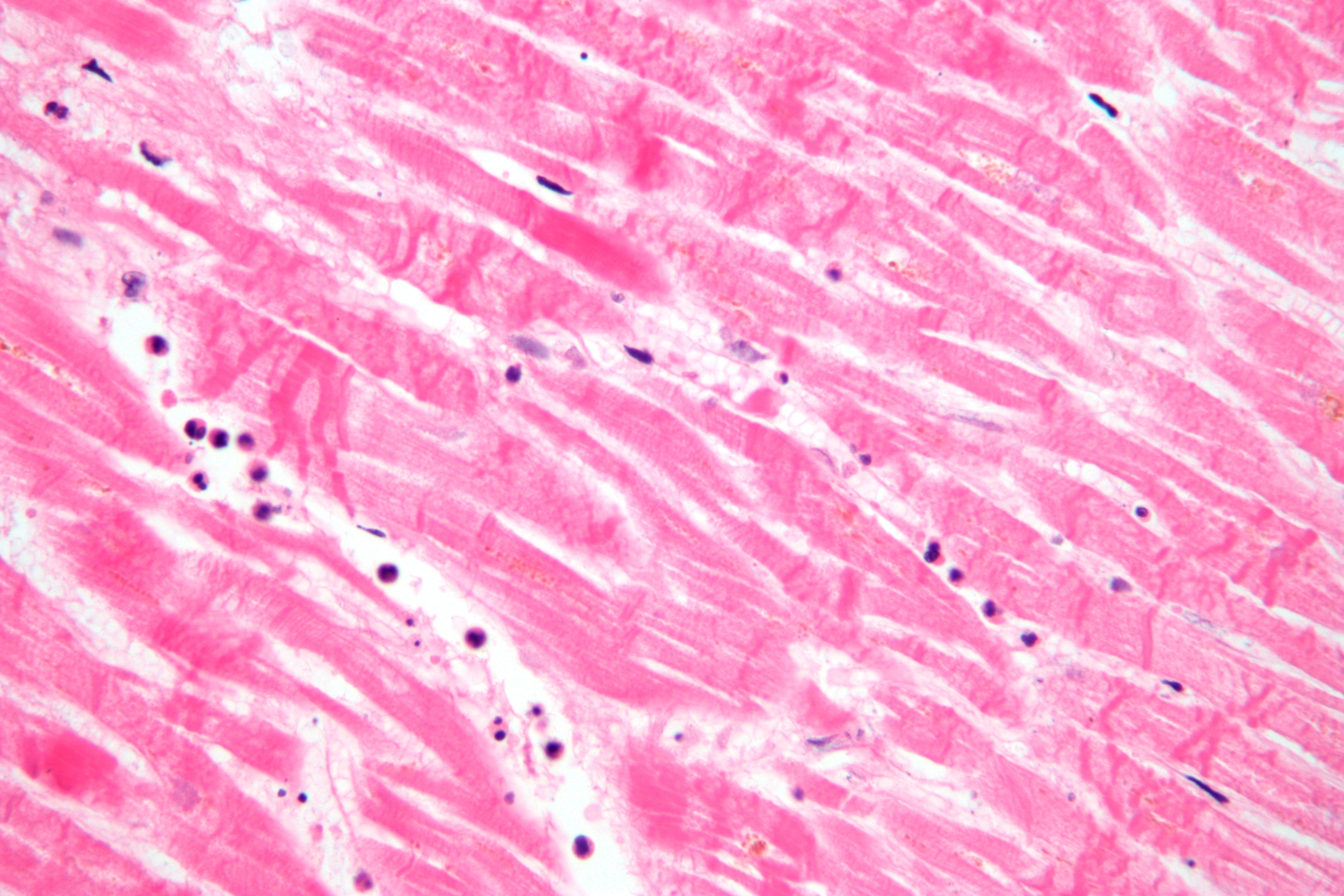
Ảnh vi mô cho thấy hoại tử dải co thắt, một phát hiện mô bệnh học của nhồi máu cơ tim (đau tim).

Mô bệnh học (tiếng Anh: Histopathology, từ ghép của ba Hy Lạp chữ: ἱστός histos "mô", pathos πάθος "đau khổ", và -λογία -logia "nghiên cứu") đề cập đến việc dùng kính hiển vi kiểm tra mô để nghiên cứu những biểu hiện của bệnh. Cụ thể, trong y học lâm sàng, mô bệnh học đề cập đến việc kiểm tra sinh thiết hoặc tiêu bản phẫu thuật do một nhà bệnh học thực hiện, sau khi mẫu vật đã được xử lý và các phần mô học được đặt trên các phiến kính. Ngược lại, tế bào học kiểm tra (1) tế bào tự do hoặc (2) các mảnh vi mô mô (dưới dạng "khối tế bào").

## Tập hợp mô
Kiểm tra mô bệnh học của các mô bắt đầu bằng phẫu thuật, sinh thiết hoặc khám nghiệm tử thi. Các mô được loại bỏ khỏi cơ thể hoặc thực vật, và sau đó... thường theo sự phân tích của chuyên gia ở trạng thái tươi... được đặt trong một vật cố định giúp ổn định các mô để ngăn ngừa phân hủy. Chất cố định phổ biến nhất là formin (10% formaldehyd đệm trung tính trong nước).

## Chuẩn bị cho mô học
Mô sau đó được chuẩn bị để xem dưới kính hiển vi sử dụng phương pháp cố định hóa học hoặc phần đông lạnh.
Nếu một lượng mẫu lớn được cung cấp, ví dụ từ quy trình phẫu thuật thì nhà nghiên cứu bệnh học sẽ xem xét mẫu mô và chọn phần có khả năng mang lại chẩn đoán chính xác và hữu ích - phần này được loại bỏ để kiểm tra trong một quy trình thường được gọi là cắt hoặc cắt. Các mẫu lớn hơn được cắt để xác định chính xác cấu trúc giải phẫu của chúng trong băng cassette. Một số mẫu vật (đặc biệt là sinh thiết) có thể trải qua quá trình nhúng trước agar để đảm bảo định hướng mô chính xác trong băng cassette và sau đó trong khối & sau đó trên phiến kính hiển vi chẩn đoán. Mẫu vật sau đó được đặt vào một hộp nhựa cho hầu hết các phần còn lại của quá trình.  